# كريستيان سيبيدا
كريستيان سيبيدا (بالإسبانية: Christian Cepeda)‏ هو لاعب كرة قدم أرجنتيني في مركز الدفاع، ولد في 5 فبراير 1991 في مدينة بوساداس، ميسيونيس في الأرجنتين. لعب مع أرسنال ساراندي.

## وصلات خارجية
- كريستيان سيبيدا على موقع قاعدة بيانات كرة القدم.إي يو (الإنجليزية)
- كريستيان سيبيدا على موقع Soccerway.com (الإنجليزية)